# غريغ غرين
غريغ غرين (بالإنجليزية: Greg Green)‏ هو شخصية أعمال أمريكي، ولد في 12 أغسطس 1963 في كيلوغ في الولايات المتحدة.